# ONF (группа)
ONF (кор. 온앤오프, сокр. от On and Off) — южнокорейский бой-бенд, сформированный в 2017 году компанией WM Entertainment. Группа состоит из шести участников: Хёджин, Ишон, Сынджун, Вайот, Мингюн, Ю. Дебют состоялся 2 августа 2017 года с одноименным мини-альбомом On/Off.

## Карьера

### Пре-дебют
До прихода в WM Entertainment, Мизугути Юто был стажёром в JYP Entertainment. Пак Мингюн (Эмкей) был трейни в Starship Entertainment. В 2015 году принял участие в шоу No.Mercy, но был исключён. Во время первого шоукейса группы Ким Минсок (Лаун) рассказал о том, что был трейни в Big Hit Entertainment и мог дебютировать в качестве участника BTS. Все участники составили группу WM Boys. Под этим названием они выступили в роли подтанцовки группы B1A4 на 2016 Dream Concert в Сеуле. Ли Сынджун (Джэйас), Ким Минсок (Лаун) и Шим Джэён (Вайот) сыграли эпизодическую роль в мини-дораме своих коллег по лэйблу B1A4 «Класс». Ли Чанюн (Ишон) и Шим Джэён (Вайот) появились в другой мини-дораме B1A4, которая называется «Feeling». Ким Хёджин (Хёджин), Ли Чанюн (Ишон), Ли Сынджун (Джэйас) и Шим Джэён (Вайот) фигурировали в качестве танцоров в корейской версии веб-дорамы «Loss:Time:Life». 25 мая 2017 все участники выступили на IDOLCON (아이돌콘) с песней «Original», би-сайд трек из дебютного альбома.

### 2017—2018: Дебют сOo/Off,Mix9и японский дебют

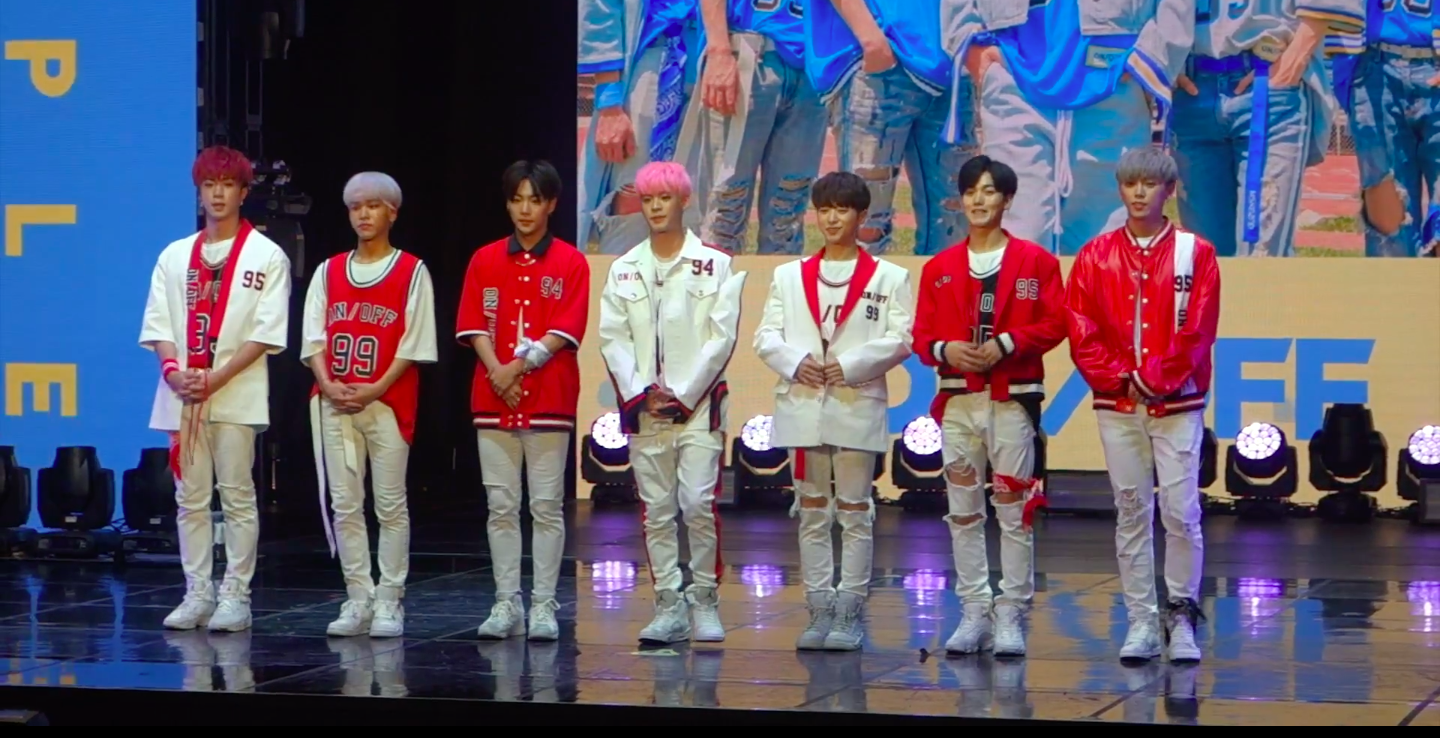
ONF в июне 2018 года.

После подтверждения WM Entertainment представить группу, ONF выпустили свой дебютный мини-альбом и его одноименный ведущий сингл 2 августа 2017 года, а на следующий день состоялось их дебютное выступление на M Countdown. Участники состоят из двух команд, ON и OFF. Хеджин является лидером команды ON, в которую входит E-Tion и MK. J-Us возглавляет команду OFF, в которую входят Вайот и Ю. Лаун входит в обе команды. Вскоре после дебюта группы все семь участников присоединились к шоу на выживания Mix Nine в ноябре 2017 года, а участник Хеджин был показан как центр для первого выступления с «Just Dance» ранее 28 октября. В конечном итоге он вошёл в число девяти лучших участников, дебютировавших во время шоу 26 января, заняв второе место, в то время как Лаун занял седьмое место. Девять лучших участников Mix Nine должны были дебютировать позже в том же году, но из-за неспособности отдельных компаний заключить соглашение проект был отменен. Затем ONF выпустили свой второй мини-альбом You Complete Me и ее ведущий сингл «Complete» 7 июня. Неделю спустя группа подписала контракт с японским лейблом Victor Entertainment, чтобы официально дебютировать в Японии в конце августа. Они официально дебютировали в Японии 1 августа японской версией своего дебютного одноименного сингла, которому предшествовало музыкальное видео 3 июля. Они также провели свой японский дебютный шоукейс на токийском BLITZ Minavi в Асаке 31 июля. 7 сентября ONF выпустили музыкальное видео для их второго японского сингла «Complete (Japanese ver.)» Их полный компакт-диск, включая две японские Би-сайды, был выпущен 26 сентября.

### 2019:We Must Love, первый Азиатский тур и уход Лауна

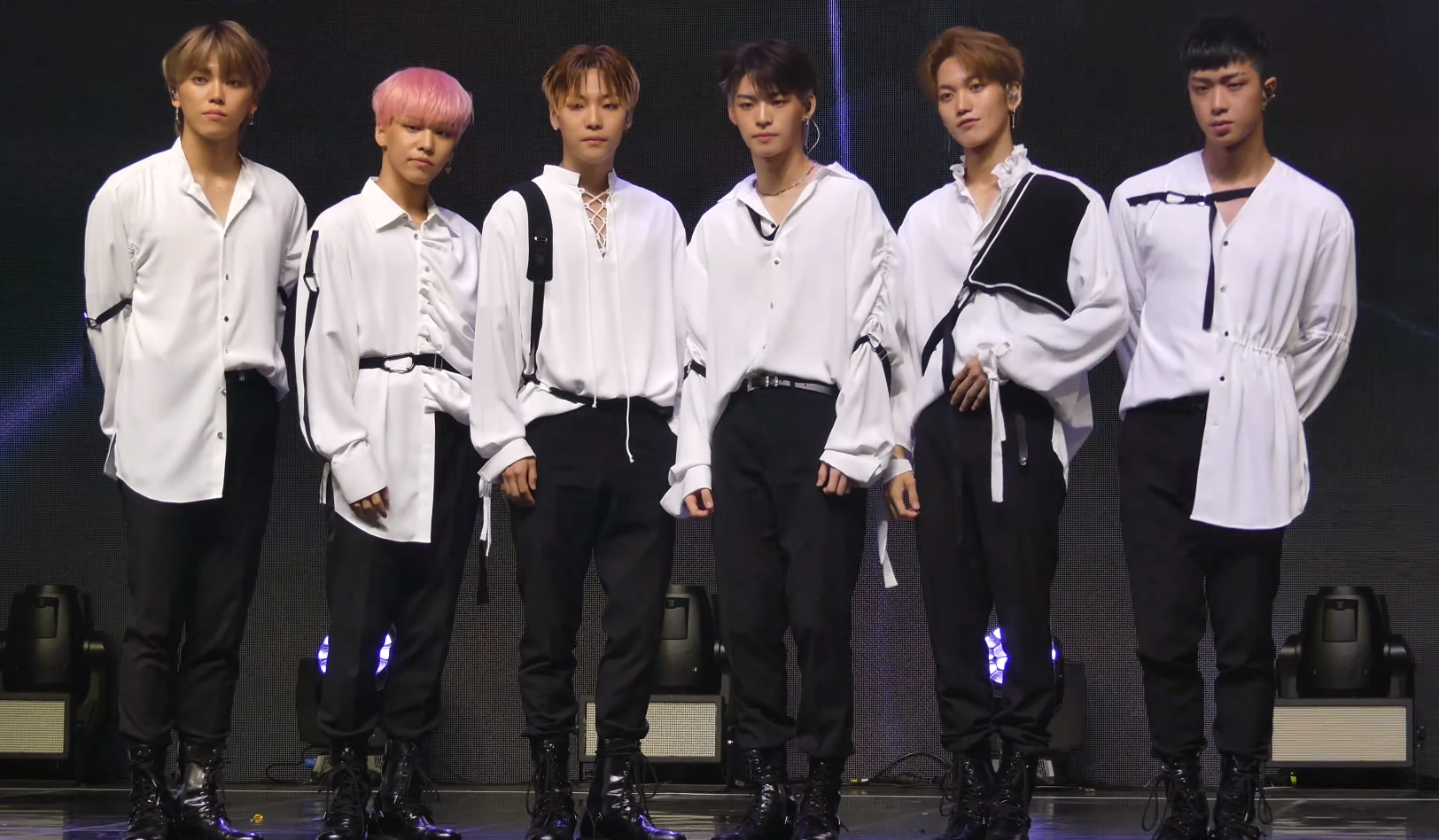
ONF на шоукейсе в честь выхода четвёртого мини-альбома в 2019 году.

7 февраля ONF выпустили свой третий мин -альбом We Must Love, состоящий из пяти треков и одноименного ведущего сингла. Они объявили об одноименном азиатском туре 2019 года, который ствртует весной в Гонконге, Сингапуре и Тайбэйе; однако их концерт в Сингапуре был отменен. 27 июня WM Entertainment объявили, что Лаун получил роль Ен Чжу Хека в веб-дораме «Chubby Romance 2 ». 
Группа исполнила главную тему для сериала «So Pretty», выпущенного 14 августа. 23 августа WM Entertainment опубликовала официальное заявление, в котором говорится, что Лаун покинул группу и расторг контракт с агентством по личным причинам. После его ухода 10 августа ONF выпустили свой четвертый мини-альбом, Go Live. Альбом содержит пять треков, включая ведущий сингл «Why».

### 2020—2021:Road to Kingdom,Spin Off,ONF: My Name,City of ONFиPopping
20 марта 2020 года было объявлено, что ONF присоединятся к телевизионному реалити-шоу Mnet «Дорога в королевство». Их последний трек с шоу, «New World», был выпущен 12 июня. Он стал их первым треком, появившимся в цифровом чарте Gaon и K-pop Hot 100 Billboard, достигнув 112 и 97 баллов соответственно. 10 августа ONF выпустили пятый мини-альбом Spin-Off. Альбом содержит семь треков, включая ведущий сингл «Sukhumvit Swimming». Они продолжили сниматься в своей первой веб-дораме «Могу ли я вмешаться?», премьера первого эпизода которой состоялась на YouTube 23 декабря.
24 февраля 2021 года ONF выпустили свой первый студийный альбом ONF: My Name, состоящий из одиннадцати треков, включая его ведущий сингл «Beautiful Beautiful». Предварительный сингл «My Name Is» был выпущен 20 февраля. 2 марта группа одержала свою первую победу на музыкальном шоу The Show в карьере с песней «Beautiful Beautiful» на шоу SBS MTV.  «Beautiful Beautiful» занял 7-е место в цифровом чарте Gaon и возглавив чарты загрузок Gaon. ONF выпустили переиздание своего первого студийного альбома City of ONF 28 апреля, состоящей из трех дополнительных треков, в том числе ведущего сингла «Ugly Dance». Сингл дебютировал на 1-м месте в чарте загрузки Gaon и достиг 42-го места в цифровом чарте Gaon.
9 августа группа выпустила летний мини-альбом Popping.
3 декабря ONF вернулись с альбомом-подарком для фанатов Goosebumps. В конце декабря 2021 все участники, за исключением Ю, будут зачислены в армию.

## Участники
- Хёджин, Hyojin (효진)
- Ишон, E-Tion (이션)
- Джей-Ас, J-Us (제이어스)
- Вайотт, Wyatt (와이엇)
- ЭмКей, MK (엠케이)
- Ю, U (유)

### Бывшие
- Лаун, Lawn (라운)

## Дискография

### Студийные альбомы
- ONF: My Name (2021)

### Мини-альбомы
- On/Off (2017)
- You Complete Me (2018)
- We Must Love (2019)
- Go Live (2019)
- Spin Off (2020)
- Popping (2021)
- Goosebumps (2021)

## Фильмография

### Реалити-шоу
- MIXNINE (JTBC, 2017–2018)
- The King Of Masked Singer (Hyojin,J-Us) (MBC, 2019)
- Road to Kingdom (Mnet, 2020)

### Веб-дорамы
- Loss:Time:Life (Naver TVCast, 2015)
- Can I Step In? (INSSA OPPA G, 2020)

## Концерты и туры
- MU:CON Seoul 2017 — AMN Big Concert (26-28 сентября 2017)
- Busan One Asia Festival (22 - 31 октября 2017)
- ISAC 2018 (15 - 16 февраля 2018)
- ISAC 2019 (5 - 6 февраля 2019)
- KCON 2019 JAPAN (17 - 19 мая 2019)
- 2019 K-Pop Artist Festival (15 июня 2019)
- Game Dolympics 2019: Golden Card (17 июня 2019)
- ISAC 2019 (12 - 14 сентября 2019)
- Asia Song Festival 2019 (11 и 12 октября 2019)
- ISAC 2020 (новогодний выпуск) (25 и 26 января 2020)
- Pepsi Online Showcase (25 июня 2020)
- HELLO! WM ONTACT LIVE (4 сентября 2020)
- ISAC 2020 по киберспорту (1 октября 2020)
- KCON:TACT Season 2 (16 - 25 октября)
- MMA 2020 'Magnifying Glass' (2 и 3 декабря 2020)[20]
- KCON:TACT 4 U (19 - 27 июня 2021)
- 2021 Dream Concert (26 июня 2021)

## Официальные ссылки

### Корейский
- Сайт
- Facebook
- Fan cafe
- Instagram
- TikTok
- Twitter:
  - Официальный
  - Участники
- V Live
- YouTube

### Японский
- Сайт
- Twitter
- YouTube